# Гусев, Борис Васильевич
Борис Васильевич Гусев (1912 — ?) — специалист в области гидроакустики, лауреат Ленинской премии (1970).

## Биография
Окончил Ленинградский электротехнический институт (1937).
С 1935 года работал в Научно-исследовательском морском институте связи (НИМИС).
Во время Великой Отечественной войны руководил установкой шумопеленгаторных станций на подводных лодках Черноморского, Балтийского, Северного и Тихоокеанского флотов.
Один из разработчиков гидроакустического комплекса «Рубин» для атомных подводных лодок.
Кандидат технических наук (1959), старший научный сотрудник (1963), инженер-полковник (1962).

## Награды
Награждён орденом Красной Звезды, медалями «За победу над Германией в Великой Отечественной войне 1941–1945 гг.»,  «За оборону Кавказа», «За победу над Японией».
- Лауреат Ленинской премии (1970).